# KVDT
Der KVDT (Abkürzung für Kassenärztliche Vereinigung-Datentransfer) ist ein von der KBV (Kassenärztliche Bundesvereinigung) festgelegtes Datenformat zur Übermittlung von Abrechnungsinformationen vom Arzt zur Kassenärztlichen Vereinigung. Die Kommunikation über einen KVDT kann dabei auch nur in dieser Richtung – vom Arzt zu seiner zuständigen Kassenärztlichen Vereinigung – erfolgen.
Durch die Einführung des KVDT ist eine deutliche Qualitätssteigerung der Abrechnungsdaten und somit eine Reduzierung des administrativen Aufwandes und eine Senkung von Nachbearbeitungen in den Kassenärztlichen Vereinigungen erzielt worden. Für die Arztpraxen stellt der KVDT eine Möglichkeit zur schnelleren und vereinfachten Abrechnung mit weniger Papier- und Verwaltungsaufwand dar.